# Església parroquial de Santa Maria (Figueres)
L'Església parroquial de la Puríssima Concepcióde  Figueres, coneguda també com a Església de Santa Maria, a la comarca de l'Alt Palància, és un temple  catòlic que està catalogat com a Bé de Rellevància Local segons consta a la Direcció General de Patrimoni Artístic de la Generalitat Valenciana.
Pertany a l'arxiprestat de Sant Antoni Abat, de la Bisbat de Sogorb-Castelló.

## Descripció
L'edifici està construït de maçoneria i carreu  angular, és a dir, les cantonades del mateix es veuen reforçades amb grans blocs de pedra o carreus. La façana principal del temple està situada als peus de la seva planta, que és d'una sola nau, amb tres  crugies, separades per  pilastres.
La porta d'accés al temple presenta llinda i se situa seguint la línia de la teulada, que presenta coberta a dues aigües i rematada de teula. Finalitzant la façana hi ha una espadanya on s'ubiquen dues campanes. Externament pot observar-se l'existència de contraforts.
La nau, única, es cobreix amb volta de canó amb llunetes per a la il·luminació interior de l'espai, i presenta capelles laterals, que presenten altars encastats en el mur, d'entre els quals destaca un d'escaiola datat al segle xvii. A la capçalera es remata en un absis semicircular decorat amb pintures i hi ha una sagristia plana. També té cor amb balustrada de fusta, que s'articula amb un arc de mig punt rebaixat.
La decoració interior es redueix a les pilastres que presenten  capitells  jònics, i a la volta de la nau única, i en l'absis, on es poden veure atributs marians de caràcter popular.